# Atomkraft
Es una banda de metal británica formada en 1979.

## Biografía
Fundada por Tony Dolan, Atomkraft tuvo varios cambios antes de establecerse como un trío que incluyó Rob Matthews en la guitarra y Ged Wolf, que resultó ser el hermano del director de Venom. Con el lanzamiento de su álbum debut Future Warriors en 1985, algunas comparaciones con Venom. Dolan dejó la banda y los miembros restantes encontraron reemplazos para grabar el EP Queen Of Death. Tony Dolan eventualmente regresó a Atomkraft para grabar Conductors of Noise, que sería su última versión antes de separarse en 1988.

## Discografía

### Álbumes de estudio
- Future Warriors (1985)

### Demos
- Atomkraft (1981)
- Demon (1981)
- Total Metal (1983)
- Heat And Pain (1985)
- Pour The Metal In (1985)
- Your Mentor (1986)

### EP
- Queen Of Death (1986)
- Conductors Of Noize (1987)
- Cold Sweat (2011)

### DVD
- Conductors Of Noize (1987)

### Álbumes recopilatorios
- Atomkraft (1987)
- Total Metal: The Neat Anthology (2004)
- Looking Back To The Future (2014)

- Datos: Q2104230